# Hip-hop (muzyka)
Hip-hop, także hip hop lub rap – gatunek muzyki rozrywkowej, a także subkultura powstała w latach 70. XX wieku w Stanach Zjednoczonych.

## Charakterystyka
Gatunek jest oparty na rapowaniu oraz muzyce disco, soul i funk. Na gatunek muzyczny hip-hopu składają się: rytmizowany styl muzyki o stałym BPM oraz rapowanie, czyli rytmiczne wypowiadanie tekstu. Styl muzyczny hip-hop jest jednym z filarów kultury hip-hopowej.
Muzyka hip-hop powstała, gdy DJ-e zaczęli tworzyć bity za pomocą zapętlania zapisów partii solowych, granych oryginalnie na perkusji na dwóch gramofonach, robiąc tak zwany sampling. Do zapętlanych fragmentów po jakimś czasie doszło rapowanie.

## Historia

### Początki
Hip-hop powstał w 1970 w Nowym Jorku w kulturze afroamerykańskiej młodzieży zamieszkałej w Bronksie. Zaczął stawać się popularny na tzw. block parties – improwizowanych spotkaniach muzyczno-tanecznych odbywających się na zewnątrz, które stały się wtedy popularne jako alternatywa dla niebezpiecznych dyskotek.

### Lata 70.
Na imprezach ulicznych w dzielnicach („block parties”) DJ odtwarzał na gramofonie kilkusekundowe frazy rytmiczne z nagrań płytowych znanych piosenek, zapętlał je i łączył w dłuższe ciągi muzyczne przy użyciu drugiej kopii tego samego longplaya. Zapętlał dany fragment, przez co tworzył zupełnie nową kompozycję. Pierwsze wykonania muzyki hip-hop wykorzystywały techniki łączenia próbek dźwięku oraz rytm mechanicznej perkusji wzięty z pierwszych syntezatorów, które stały się wtedy powszechne. DJ łączył podczas wykonania technikę miksowania breaków oraz rapowany styl wokalny toasting, popularny wcześniej na Karaibach (Jamajka).
Pierwszym muzykiem, który przeniósł hip-hop z dyskotek na ulice i podwórka był DJ Kool Herc.
Inni znani muzycy początkowego okresu rozwoju gatunku to: Grandmaster Flash and the Furious Five, Fab Five Freddy, Marley Marl, Afrika Bambaataa, Kool Moe Dee, Kurtis Blow, Doug E. Fresh, Whodini, Fat Boys, Warp 9 i Spoonie Gee.
W 1979 roku utwór „Rapper’s Delight” zespołu The Sugarhill Gang stał się pierwszym przebojem hip-hopowym, który zdobył popularność wśród szerokiej publiczności. Na przełomie lat 70. i 80. hip-hop jako gatunek muzyczny rozwinął się w bardziej złożony styl. Przed tym okresem w dużej mierze ograniczał swój zasięg do Stanów Zjednoczonych. Od 1980 roku zaczął się rozprzestrzeniać i stał się częścią sceny muzycznej w kilkudziesięciu innych krajach.

### Lata 80.
„Nowa szkoła” hip-hopu szczególnie słyszalna jest w nagraniach RUN-DMC i LL Cool J-a z lat 1983–1984. Złota era hip-hopu – nowatorska w porównaniu do lat 70. – to okres pomiędzy połową lat 80. a początkiem 90.
Ważniejsi wykonawcy z tego okresu to Juice Crew, Public Enemy, Eric B. & Rakim, Boogie Down Productions, KRS-One, EPMD, Slick Rick, Beastie Boys, Kool G Rap, Big Daddy Kane, Ultramagnetic MCs, De La Soul oraz A Tribe Called Quest.
W latach 80. pojawił się także popularny styl gangsta rap jako podgatunek hip-hopu, często skupiający się na przemocy i przestępczym stylu życia ubogiej warstwy młodzieży śródmiejskiej. Schoolly D, N.W.A (Eazy-E), Ice-T, Ice Cube oraz Geto Boys to muzycy najczęściej kojarzeni z powstaniem tego podgatunku. Znani byli z łączenia komentarza politycznego i społecznego w stylu politycznego hip-hopu z wątkami opowieści kryminalnych i przestępczych.

### Lata 90.
Style West Coast hip-hop i g-funk zdominowały główny nurt hip-hopu na początku lat 90. East Coast hip-hop w okresie od początku do połowy lat 90. został zdominowany przez Afrocentric jazz rap i hip hop alternatywny z Native Tongues, a także hardcore rap, wykonywany m.in. przez Nas-a, Wu-Tang Clan, The Notorious B.I.G., czy zespół Onyx. W latach 90. hip-hop zaczął się rozdzielać na amerykańskiej krajowej scenie na style regionalne, takie jak Southern rap i Atlanta hip hop. Jednocześnie wciąż nawiązywał do innych gatunków muzyki popularnej, czego przykładem jest neo soul.
Hip-Hop stał się najlepiej sprzedającym gatunkiem muzycznym w połowie lat 90., a największą sprzedaż zanotowano w 1999 roku.

### Po 2000 roku
Po roku 2000 zbliżył się mocno do głównego nurtu muzyki pop. Sukces zaczęły zdobywać style, takie jak crunk, który skupiał się na wykonywaniu utworów krzykiem.
W pierwszej dekadzie XXI wieku dominującymi artystami na scenie hiphopowej byli Kanye West, Jay-Z, Eminem, The Game, 50 Cent, a także wielu innych. Ich albumy zdobywały tytuły złotych, platynowych, a nawet diamentowych płyt. Hip-hop wdzierał się do mainstreamu i można uznać, że w połowie pierwszej dekady XXI wieku przypieczętował swoje miejsce w czołówce najpopularniejszych gatunków muzycznych.
Jednak od 2008 roku sprzedaż muzyki hip-hop w Stanach Zjednoczonych zaczęła lekko słabnąć. W połowie lat 00. XXI wieku stałe miejsce w głównym nurcie znalazł hip-hop alternatywny, częściowo ze względu na sukces takich artystów, jak OutKast i Kanye West.

### Po 2010 roku
Wraz z wydaniem „My Beautiful Dark Twisted Fantasy” Kanye’ego Westa, hip-hop zaczął być jeszcze szerzej odbierany jako gatunek pełen artyzmu i możliwości przekazania wartości odmiennych od tych utożsamianych z gangsta rapem i trapem. Album ten zmienił także postrzeganie gatunku przez producentów, jako że Kanye pokazał zupełnie nowe podejście do samplowania oraz produkcji głosu. Powszechne zaczęło być używanie programu auto-tune.
Druga dekada XXI wieku niesie ze sobą również rozwój rapu zaangażowanego społecznie. Artyści tacy jak Kendrick Lamar, J.Cole czy Joyner Lucas w swoich utworach dotykają spraw mniejszości afroamerykańskiej w Stanach Zjednoczonych, a piosenka „Alright” Kendricka stała się wręcz hymnem stowarzyszenia Black Lives Matter.
W 2018 roku magazyn „Rolling Stone” oznajmił, że po raz pierwszy w historii, w roku 2017 muzyka rap przebiła wszystkie inne gatunki, jeśli chodzi o sprzedaż i streaming. Ta tendencja pozostała stabilna przez cały 2018 rok i 2019. Hip-hop rozprzestrzeniał się też w wielu innych krajach poza USA i w drugiej dekadzie XXI wieku przy udziale serwisów streamingowych czy też portali, na które można dowolnie dodawać własne piosenki, takich jak SoundCloud czy YouTube, Hip-hop jest najczęściej tworzonym gatunkiem muzycznym na całym świecie.

## Hip-hop w Polsce
Do najważniejszych wykonawców hip-hopowych w Polsce należą m.in. Peja, Hemp Gru, Donguralesko, Fenomen, Kaliber 44, AbradAb, 3xKlan, Paktofonika, O.S.T.R., Grammatik, Słoń, Kali, Paluch, Chada, Popek, Borixon, Gang Albanii, Slums Attack, Płomień 81, Ego, Wzgórze Ya-Pa 3, Liroy, Molesta, Pijani Powietrzem, Jeden Osiem L, Trzeci Wymiar, Trials X, JedenSiedem, 52 Dębiec, Beat Squad, Bolec, Born Juices, ZIP Skład, DJ 600V, Familia H.P., Fisz, Fokus, Pezet, Grupa Operacyjna, Intoksynator, Kazik Staszewski, Łona, Małpa, Eis, Olimpu Muzyczna Plejada, Stare Miasto, Poema Faktu, Thinkadelic, Zipera, WWO, PRO8L3M, Taco Hemingway, KęKę, Quebonafide, Taconafide, Białas, Solar, Bedoes, Mata, Gibbs, Bambi ,oraz wielu innych wykonawców.
Największy wzrost popularności gatunku można zauważyć od drugiej dekady XXI wieku wraz z rozwojem karier artystów takich jak Taco Hemingway, Bedoes czy Jan-Rapowanie. W dużym stopniu rozwinął się także sam przemysł muzyczny kierujący swoją uwagę głównie w stronę hip-hopu, biorąc pod uwagę powstanie wytwórni takich jak Asfalt Records, Biuro Ochrony Rapu czy też SBM Label.
Do rozgłosu muzyki hip-hopowej w Polsce przyczynili się m.in. Bogna Świątkowska (nazywana „matką chrzestną polskiego hip-hopu”) oraz Sebastian Imbierowicz (znany także jako DJ 600V) poprzez audycję radiową „Kolorszok” prowadzoną w latach 1993–1997. W XXI wieku istotną rolę w promowaniu kultury i muzyki hip-hop pełnią portale newonce.net, cgm.pl, glamrap.pl oraz noizz.pl, a także rozgłośnia newonce.radio.
Wydano kilka pozycji książkowych o polskim hip-hopie, do których należą: „Historia kultury hip-hop w Polsce”, „Polska kultura hiphopowa” czy „Historia kultury hip-hop w Polsce 1977-2013”.
| Wykonawca         | Ilość (wg ZPAV) | Ilość (wg innych źródeł) |
| ----------------- | --------------- | ------------------------ |
| Liroy             | 850 000         | 1 000 000                |
| Taco Hemingway    | 450 000         | 450 000                  |
| Peja              | 430 000         | 540 000                  |
| Quebonafide       | 420 000         | 500 000                  |
| O.S.T.R.          | 420 000         | 450 000                  |
| Paluch            | 390 000         | 400 000                  |
| Kękę              | 360 000         | 360 000                  |
| Kaliber 44        | 270 000         | 500 000                  |
| Tede              | 250 000         | 300 000                  |
| Kali              | 220 000         | 220 000                  |
| Szpaku            | 210 000         | 223 000                  |
| Gang Albanii      | 210 000         | 210 000                  |
| Bedoes            | 165 000         | 180 000                  |
| Białas            | 120 000         | 125 000                  |
| Molesta Ewenement | 80 000          | 130 000                  |

| Album          | Wykonawca    | Ilość (wg ZPAV) |
| -------------- | ------------ | --------------- |
| Alboom         | Liroy        | 500 000         |
| Soma 0,5 mg    | Taconafide   | 150 000         |
| Egzotyka       | Quebonafide  | 150 000         |
| Królowie życia | Gang Albanii | 150 000         |
| Czerwony Dywan | Paluch       | 120 000         |

## Animacja hip-hopu i rapu
- Ben 10: Omniverse
- Demon days
- Danny Phantom
- Gorillaz
- Lil yachty
- Regular show
- Rick and Morty
- Scott Pilgrim